# Daulet Niyazbekov
Daulet Shorayevich Niyazbekov (in kazako Даулет Шораевич Ниязбеков?; Zhanakorgan, 12 febbraio 1989) è un lottatore kazako, specializzato nella lotta libera.

## Biografia
Vinse una medaglia d'argento e una di bronzo ai mondiali.
Si è ritirato dalle competizioni agonistiche al termine del 2021.

## Palmarès
- Mondiali

Istanbul 2011: bronzo nei 55 kg.
Nur-Sultan 2019: argento nei 57 kg.
- Campionati asiatici

Nuova Delhi 2013: bronzo nei 65 kg;
Astana 2014: bronzo nei 61 kg;
Doha 2015: oro nei 61 kg;
Bangkok 2016: oro nei 61 kg;
Nuova Delhi 2017: bronzo nei 61 kg;
Bişkek 2018: oro nei 61 kg.
Nuova Delhi 2020: bronzo nei 65 kg.